# Landwehr (Ortsteil)
Landwehr este un Ortsteil⁠(d) din landul Saxonia Inferioară, Germania.
1. ↑  GeoNames